# Sebastián de Belalcázar
Sebastián de Belalcázar o de Benalcázar (Belalcázar, Còrdova, 1480 – Cartagena de Indias, 1551) fou un adelantado i conquistador Castellà. Nascut com a Sebastián Moyano Cabrera, prengué el cognom de Belalcázar o Benalcázar de la seva població natal. Segons diverses fonts, pot haver marxat cap a Amèrica amb Colom el 1498; altres versions afirmen que va fugir d'Espanya el 1507 per problemes amb la justícia i per fugir de la pobresa.

## Biografia

### Primers viatges i conquestes a Amèrica

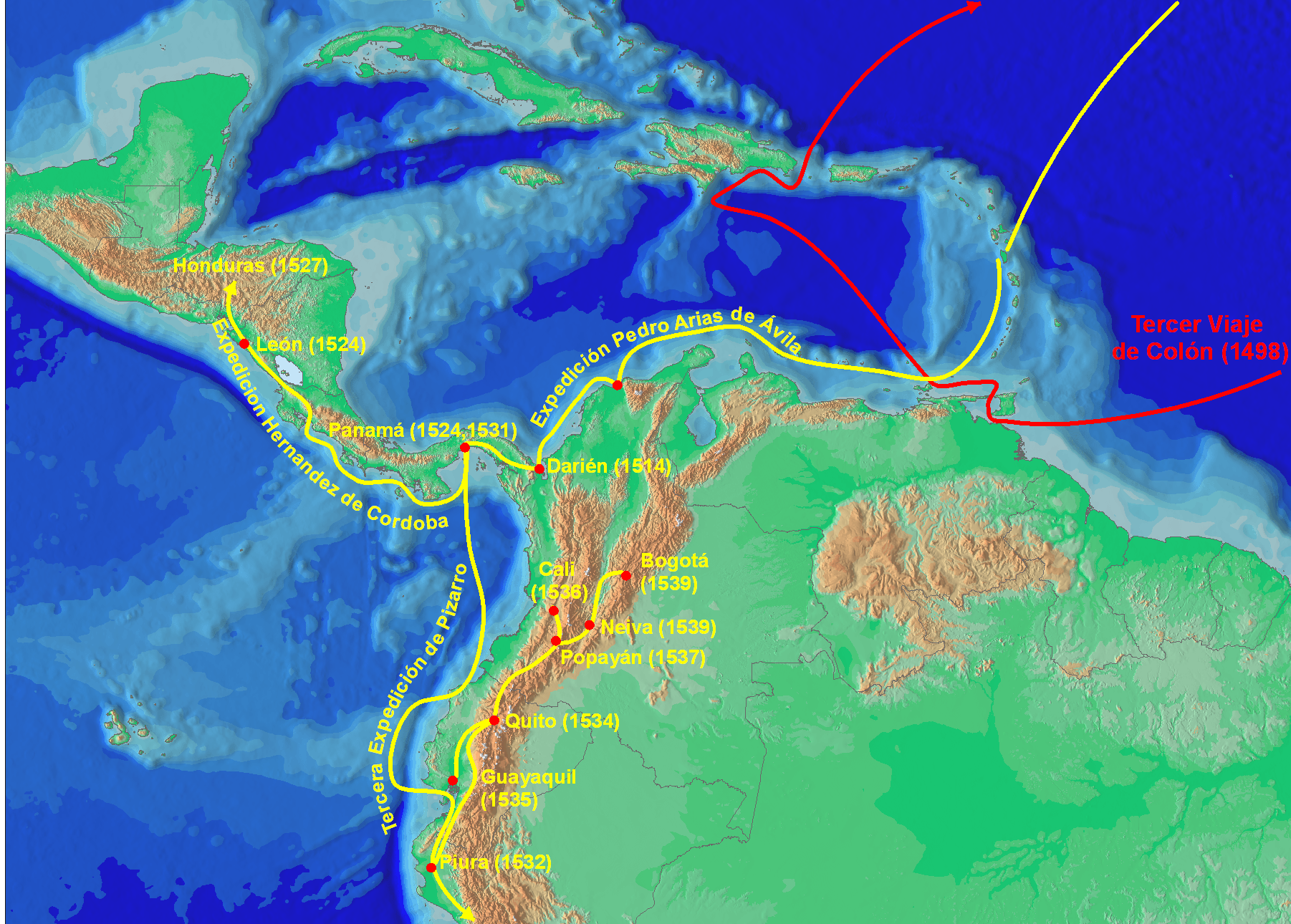
Belalcázar a Amèrica: ruta i conquesta.

D'acord amb diverses fonts, Belalcázar pogué haver viatjat al Nou Món amb Cristòfor Colom en el tercer viatge de Colom a Amèrica el 1498. Juan de Castellanos va escriure que, havent matat una mula el 1507, va fugir d'Espanya cap a les Índies Occidentals per por al càstig, així com per escapar de la pobresa en què vivia.
Viatjà amb Pedrarias Dávila al Darién el 1514 i fou nomenat capità. Diversos anys més tard, el 1524, Francisco Hernández de Córdoba el portà amb ell a la conquesta de Nicaragua, després de la qual fou nomenat alcalde de la ciutat de León. Es va mantenir en el càrrec fins al 1527, quan viatjà a Hondures degut a les disputes internes dels governadors espanyols.

### Conquesta de Quito
Després d'un breu retorn a León, s'uní a l'expedició que preparava Francisco Pizarro contra l'Imperi Inca el 1532. Després d'haver col·laborat amb Pizarro en combatre les tribus locals, completà el 1534 la conquesta de Quito, la ciutat més septentrional de l'Imperi Inca, la qual havia estat prèviament incendiada pel cabdill inca Rumiñahui. Abans de fer-ho però, havia enviat el tresor de la ciutat cap als Andes. Belalcázar i Almagro fundaren la nova ciutat de Quito sobre les runes de l'antiga ciutat inca, anomenant-la "San Francisco de Quito", en honor dels missioners franciscans. Fracassà en l'intent d'enviar al seu col·laborador Pedro de Puelles a fundar una vila a Puerto Viejo, cosa que finalment aconseguí Francisco Pacheco des de San Miguel de Piura.
L'octubre de 1535, durant la conquesta de Popayán va vèncer, amb 100 espanyols un exèrcit de 3.000 indígenes prop de Timbío. Posteriorment, a la recerca d'El Dorado marxà cap a l'actual Colòmbia i la vall del Cauca, on fundà les ciutats de Pasto, Cali, Popayán i Guayaquil, el 1536 i el 1537. El 1539 creuà la vall del riu Magdalena, junt a Gonzalo Jiménez de Quesada i Nikolaus Federmann, per arribar a les terres altes de Colòmbia i entrar a la ciutat de Bogotà.

### Primer governador de Popayán
El maig de 1540 el re Carles V l'anomenà adelantado, atorgant-li el càrrec de governador de Popayán i un ampli territori ubicat a les actuals Equador i Colòmbia. Aquest nomenament motivà disputes territorials entre Belalcázar i un governador veí, Pascual de Andagoya, una cosa molt habitual durant els primers anys de la conquesta. Belalcázar va frenar les pretensions territorials del seu veí ocupant diverses vegades terres del seu rival.

### Condemna a mort

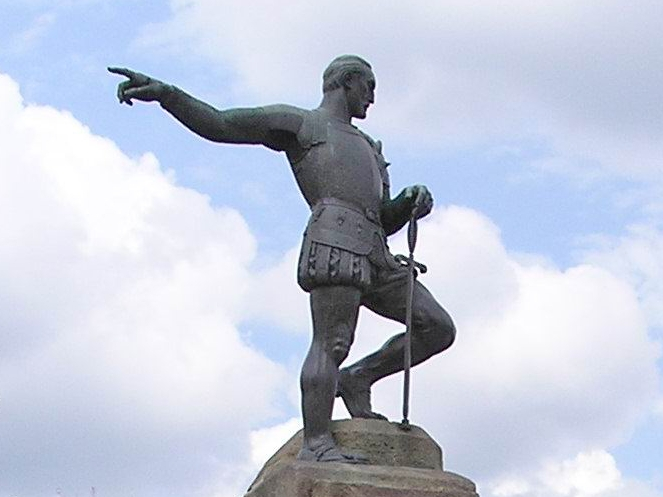
Estàtua de Belalcázar a Cali.

Posteriorment Belalcázar es va veure immers en la guerra civil entre els conquistadors del Perú, ajudant a Pedro de la Gasca a vèncer a Gonzalo Pizarro. El 1546 ordenà l'execució de Jorge Robledo, un governador provincial veí, en una nova disputa territorial. Fou jutjat en absència d'aquest crim, sent declarat culpable i condemnat a mort per aquest assassinat, pels mals tractes comesos contra els indígenes i per participar en les lluites entre conquistadors. Víctima de la seva pròpia ambició, morí a Cartagena de Indias el 1551, abans d'iniciar el viatge de tornada a Espanya per apel·lar la decisió del tribunal.